# A proletárok
A proletárok Csiky Gergely egyik legsikeresebb színműve. Ősbemutatója 1880. január 23-án volt a budapesti Nemzeti Színházban, az előadás kirobbanó sikert aratott.
„A proletárok bemutatóját másnap a kritikusok a magyar társadalmi dráma megalapításának nevezték…”, a műfaj „atyjának” pedig Csiky Gergelyt tekintették.

## Címe
A darab címe már a szerző korában is megtévesztő volt. Csiky a jelek szerint nem ismerte a proletár szó modern jelentését, ezért azt az antik értelmében használta: lényegében a dologtalanokat, élősdieket értette rajta. A magyar színpadokon az 1950-es évek elején Ingyenélők, később pedig Mákvirágok címen játszották a darabot.

## Keletkezése
Csiky Gergely újromantikus drámaírónak indult. Korai színpadi művei megfeleltek az akkor divatos irányoknak, közülük többet be is mutattak és irodalmi díjjal jutalmaztak. Akkoriban a hazai színpadokon „Szigligetitől Abonyi Lajosig a megújított, városiasított népszínmű és a romantikus történelmi dráma volt a divat.”
Csiky azonban fölismerte, hogy a kor szelleme ennél többet kíván, és megérezte, hogy mit szeretne látni a közönség. 1879-ben néhány hónapra Párizsba utazott, tanulmányozta a korabeli színházat és a francia színpadi szerzők drámáit. A tanulmányút nem csak színpadtechnikai és dramaturgiai ismereteit gazdagította, hanem a tematikai megújulást, a magyar társadalmi élet realisztikus megközelítését és kritikus ábrázolását is elősegítette.
Hazatérve rövid idő alatt megírta A proletárokat, melynek bemutatóját kitörő lelkesedés fogadta. „Az 1880-as Csiky-premier valóban korszakhatár a század második felének [magyar] drámatörténetében.”
Két évre rá 1882-ben a mű megjelent nyomtatásban a Csiky Gergely színművei című kötetben.

## Szereplők

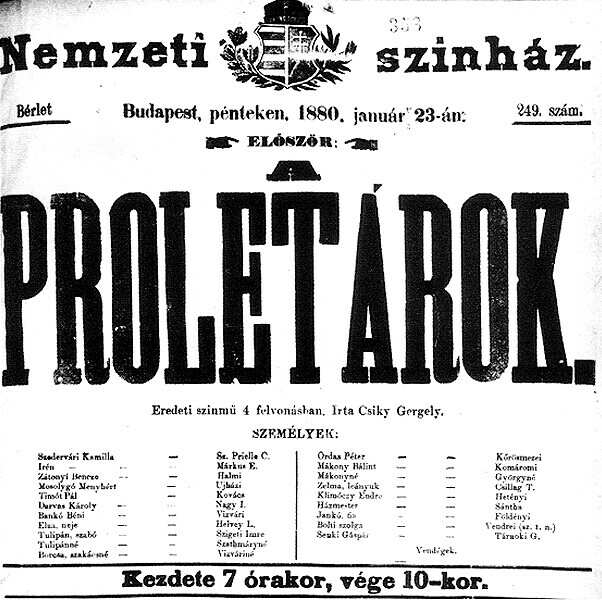
Az ősbemutató plakátja

- Szederváry Kamilla
- Irén
- Zátonyi Bence
- Mosolygó Menyhért
- Timót Pál
- Darvas Károly
- Bankó Béni
- Elza, a neje
- Tulipán, a szabó
- Tulipánné
- Borcsa, szakácsnő
- Ordas Péter
- Mákony Bálint
- Mákonyné
- Mákony Zelma
- Klimóczi Endre
- Házmester
- Jankó, a fia
- Bolti szolga
- Senki Gáspár
- Vendégek

## Cselekmény, jellemek

### 1. felvonás
Kopott eleganciájú szoba. 
Szederváry Kamilla egy negyvennyolcas honvédezredes özvegyének adja ki magát és üzletszerűen gyűjti a könyöradományokat. A hazug levelek írásában Mosolygó Menyhért, a rovott múltú ügyvéd segíti. Váratlanul új „kliensük” érkezik, a középkorú Timót Pál: pénzt jött adni az „özvegy”-nek, közben megtetszik neki annak lánya, Irén. Timót vidéki  birkatenyésztőből lett újgazdag, aki Biharból a fővárosba jött, hogy „előkelő módon éljen”. Kamillának éppen kapóra jön. A dörzsöltebb, nagystílű szélhámos, Zátonyi Bence azonban átlátja a helyzetet és eldönti, hogy inkább nála lesz „az aranybánya kulcsa”: feleségül veszi Irént, majd jó pénzért „hajlandó” lesz elválni, hogy a lányt a gazdag Timót vehesse el. Ezt a manővert a házban lakó volt feleségével, Elzával is már eljátszotta.
Estélyt rendeztet tehát Kamillával, ahol bejelentheti eljegyzését Irénnel. Kamilla tiltakozni próbál, de Zátonyi gúnyosan felemlegeti a „dicső özvegy” kétes előéletét, különös vonzódását a hadsereg tisztjei iránt, és hogy a hadjáratokban „bájainak útlevele mellett gyakran kitűnően pótolta a tábori postát,” sőt kémkedett is. Ráadásul nem is édesanyja Irénnek. Mi lenne, ha mindez kitudódna?
Kamilla enged a zsarolásnak, még aznap „estélyt” ad egy szedett-vedett társaság részére. Ez bő forrása a komikus jellemek felvonultatásának. Jelen van Elza is (aki most Bankó Béni felesége), Zátonyi rögtön meg is nyeri őt a cinikus tervhez azzal, hogy férjének hivatali állást ígér.
Megjelenik Darvas Károly, Irén szerelme. Monológjában a társadalmat hibáztatja, amely nem engedi őt érvényesülni. Irénnel szerelmet esküsznek egymásnak, ám az estélyen bejelentik Zátonyi Bence és Irén eljegyzését. Darvas döbbenten áll, Irén elájul.

### 2. felvonás
Egy héttel később, ugyanott.
Darvas Károly lelkendezve közli szerelmével, Irénnel, hogy intézői állást kapott egy vidéki gazdag uraságnál – Biharban. A néző hamar megérti, hogy az állást Timót Páltól kapta. Zátonyi ötlete volt, hogy így távolítsa el Darvast a házasság útjából. Irén tiltakozik a házasság ellen, de anyja zsarolja: ha nem egyezik bele az esküvőbe, őt, az anyját teszi tönkre vele. Irén kétségbeesve – Darvasnak adott szava ellenére – igen-t mond, közben Mosolygó ügyvédet kéri, hogy segítsen. Az ügyvéd megrendül és ígéri, hogy segíteni fog. A felvonás végén elindulnak az esküvőre.

### 3. felvonás
Egy hónappal később. Fényes terem, nagy társaság. Az egészet Zátonyi Bence tartja fenn, persze kölcsönből. Ő az esküvő napján elutazott és csak most tért haza, állítólag külföldről. Eközben Elza dolga volt a látszat fenntartása és a hír elterjesztése, hogy Timótot gyakran látni Irén körül. (Neki akarják majd átjátszani a lányt.) Zátonyi monológja: ez lesz az utolsó nagy húzása; a társadalom a hibás abban, hogy ő ilyen módszerekkel kénytelen élni. Meg fogja szerezni a pénzt, kifizeti adósságait és visszavásárolja a birtokot.
Timótnak „barátilag” fölajánlja, hogy vegye el Irént, ha annyira szereti; ő „hajlandó” elválni. Váratlanul betoppan Mosolygó ügyvéd. Ő is úton volt és most érkezett meg – Biharból. Magával hozta Darvast is, aki most Irén szemére veti, hogy elhagyta, és hogy szerelem helyett Timótnál állást szerzett, vagyis „alamizsnát dobott neki”. Irén kétségbeesik: nem elég, hogy hírbe hozzák az idős Timóttal, most még szerelme, Darvas is ezt feltételezi róla. Felszólítja anyját, hogy vigye el őt innen, mire Kamilla dühében elszólja magát: tiltakozás helyett Irén inkább hálás lehetne, hogy annak idején magához vette őt, a nyomorgó bányászcsalád gyermekét. Irén összeomlik, szakít anyjával is és férjével is, egyedül hagyja el ezt a helyet, ahol minden más, mint aminek látszik.

### 4. felvonás
Tíz nappal később, Mosolygó ügyvéd szegényes lakása. Átmenetileg itt húzódott meg Irén. Az ügyvéd célozgat rá, hogy a helyzet jóra fordulhat, bár az ügyet nem közvetlenül ő intézi, mert kétes ügyei miatt régen megfosztották diplomájától. Érkezik Elza, hogy Zátonyi megbízásából magához vegye a lányt és rábírja a válóperre, (ami után Timóthoz adnák feleségül). Az ügyvéd leleplezi Elzát, mire az megbánja tettét és maga is Zátonyi ellen fordul. Az érkező Timót Pált azonnal felvilágosítja az egész tervről. Timót lányául fogadja Irént.
Végül tanuk kíséretében megjön Zátonyi is, hogy magához vegye Irént, de már hiába jön. Az ügyvéd átnyújtja neki a bíróság végzését, amit tíz nap alatt meghoztak: erőszakkal történt a házasság, ezért érvénytelen. A bíróságon Kamilla bűnbánóan mindent bevallott. Zátonyi megsemmisülten távozik. Irén így már Darvas Károlyé lehet – majd, a jogerős ítélet után.

### Jellemzés
A színmű cselekménye élvezetes és fordulatos, a szerző színpadi technikája igen jó. Jellegzetes alakjai a társadalom élősdi rétegének tipikus képviselői. Többségében züllött úri alakok; kenyerük a zsarolás, a csalás, a hazudozás. Szász Károly írta Csiky Gergelyről, hogy bár drámáiban vannak lélektani zökkenők, de a kompozíció biztosságában és személyeinek ügyes elgondolásában messze túlszárnyalta kortársait.
- A cselekmény középpontjában Zátonyi Bence terve és annak meghiúsulása áll. Zátonyi teljesen negatív figura, lecsúszott dzsentri és cinikus szélhámos, akinek szinte minden eszköz jó, hogy pénzhez jusson és abból a családi birtokot visszaszerezze. Elza gúnyosan veti oda neki: „Ó, igen, a becsület, az ősi név becsülete! Ismerjük. Nem loptál, nem raboltál, talán még váltót sem hamisítottál, csak érzelmekkel kereskedel. Nagyapád, apád borát, búzáját adta el a pénzért, te csak a feleségedet. Ó, becsülettel, törvényes úton.”
- A másik szélső pólust a makulátlan tisztaságú fiatal pár jelenti. Irén kezdetben csak szófogadó kislány és ábrándozó szerelmes; de miután megtudja múltjáról az igazságot, önállóan dönt és kezébe veszi sorsát. Darvas Károly alakja egy-két monológtól eltekintve a darabban alig több epizódszereplőnél. A két pólus között a „proletárok” széles skáláját vonultatja fel és pellengérezi ki az író.
- Szederváry Kamilla az emberek hazafias érzelmeiből igyekszik hasznot húzni; mindenkitől pénzt vár és mindenkinek adósa: a házmester is, Borcsa, a szobalány is a bérét követeli tőle, mielőtt az estélyhez hozzákezdenének (egy részét meg is kapják). Van benne némi lelkiismeret furdalás, de ez nem akadályozza őt abban, hogy Zátonyi tervét kiszolgálja és nevelt lánya életét tönkretegye. Végül mégis van annyi bátorsága, hogy a bíróságon Irén mellett tanúskodjon.
- A vidékről a fővárosba költözött Bankó házaspár, vagyis Elza (Zátonyi exfelesége) és Bankó Béni: „– Azok igazi urak, csak pénzük nincs. – Annál többet beszélnek róla.” Bankó Béni régiségbúvárnak mondja magát, de csak a kártyához ért és egyetlen vágya egy zsíros állás. Elza saját tapasztalatából tudja, milyen aljasságra készül Zátonyi, mégis vele tart: „Gyönyörű egy kompánia vagyunk mi, galambom!”
- Timót Pál, a hiszékeny birkatenyésztő szintén a fővárosi előkelők életmódjára vágyik. Nem is sejti, hogy itt szinte senki nem az, aminek látszik. Ő az igazi balek, az „aranybánya”, akit mindenki kihasznál, még a kártyaasztalnál is.
- Az idős ügyvéd, Mosolygó Menyhért önmagát nyíltan nagy gazembernek mondja és már csak az ital élteti. Ő az első, aki Irén mellé áll; megrendül attól, hogy a fiatal lány a segítséget épp tőle várja, akinek kezét „húsz év óta nem érintette becsületes kéz”.
- Tulipán szabó és neje, akik csak akkor hajlandó petróleumlámpát és evőeszközöket kölcsönadni, ha őket is meghívják az estélyre.

Az író erős szatirikus éllel ábrázolta „proletárjait”, keményen bírálta a korabeli társadalom visszásságait. Az eredeti alakok mellett éppen ez volt az az újdonság, amivel a darab váratlanul nagy sikerét aratta. Darvas például a társadalmat vádolva jelenti ki, hogy ebben az országban tisztességes munkával nem lehet megélni, mert akinek csak tehetsége és szorgalma van, de családi neve és protektora nincs, az semmire sem jut. Érdekes, hogy a szélhámos Zátonyi is a társadalmat hibáztatja, amiért az a „torkát szorongatja”, minthogy rangjának megfelelő életet kíván tőle, ezért hát neki is joga van a „védekezésre”.
A verses, mesés újromantikus színjátékok korában A proletárok valóságos, hétköznapi világa újdonságot jelentett. Későbbi kritikusai is elismerték a szerző érdemeit, de rámutattak a darabok hibáira is. Világuk csak felszínesen adja vissza a  hazai társadalom képét, néhány figurája pedig erőszakolt, élettelen. Csiky alakjai között „aránylag kevés a specifikusan magyar. Nagyobb baj azonban, hogy valóban élő alakjait sem tudja elmélyíteni.”